# Holopogon nitidus
Holopogon nitidus är en tvåvingeart som först beskrevs av Macquart 1849.  Holopogon nitidus ingår i släktet Holopogon och familjen rovflugor. Inga underarter finns listade i Catalogue of Life.